# Zaharia Carcalechi
Zaharia Carcalechi (alternativ Carccalechi, Karkaleki) (n. 1784, Oradea -- d. 1856, București) a fost un ziarist și tipograf român de origine macedoromână.

## Biografie
Zaharia Carcalechi s-a născut la Oradea în familia unui negustor macedoromân care s-a mutat ulterior la Brașov. Zaharia s-a stabilit la Buda unde a deschis o o librărie și a editat ca tipograf, cu ajutorul Imprimeriei Universității din capitala Regatului Ungariei, numeroase cărți și lucrări în limba română. Ele au avut ca destinație atât întregul spațiu al Transilvaniei, cât și Țara Românească și Moldova. A sprijinit tipărirea unei culegeri de maxime ecleziastice și filozofice, precum și o culgere care conținea notele de călătorie ale lui Dinicu Golescu.
La Buda a condus și a editat cea mai veche revistă literară în limba română „Biblioteca românească”, apărută la Buda în 1821. Revista conținea materiale de istorie, literatură și de propagandă culturală și articole al căror scop era popularizarea științei, îndrumări practice și varietăți. Revista a circulat în principatele românești și în Transilvania, Zaharia Carcalechi beneficiind de un important suport financiar din partea lui Emanoil Gojdu, mare mecena al tipăriturilor în limba română din Buda.
- „Bibliotecă romanească”, sau Adunări de multe lucruri folositoare, întocmită în 12 părți, întâia oară tălmăcită de prea învățați bărbați, și tipărită pentru neamul romanesc prin Zaharie Carcalechi, izvoditoriul acestei biblioteci. Partea IV. Cu închipuirea prințipului Stefan celui Mare. La Buda. În Crăiasca Tipografiei a Universitatei Ungariei. 1830.[4]

- ”Calendariu pe anul de la nașterea Domnului Dumnezeului și Mântuitoriului nostru Iisus Hristos 1818, ce se cuprinde din 365 de zile. Întocmit pe gradurile și clima Ungariei, Transilvaniei, Moldaviei, și Ugrovlahiei. ” Cu toată cheltuiala d(omnului) Zaharie Carcalechi. La Buda. În Crăiasca Tipografie a Universitatei.[5]

A condus „Vestitorul Romînesc”, din 1837 până în 1855.